# Crnaja
Crnaja är ett samhälle i Bosnien och Hercegovina.   Det ligger i entiteten Federationen Bosnien och Hercegovina, i den nordvästra delen av landet, 240 km nordväst om huvudstaden Sarajevo. Crnaja ligger 310 meter över havet och antalet invånare är 376.
Terrängen runt Crnaja är platt åt sydväst, men åt nordost är den kuperad. Runt Crnaja är det ganska tätbefolkat, med 93 invånare per kvadratkilometer.. Närmaste större samhälle är Cazin, 14,2 km sydost om Crnaja. 
Omgivningarna runt Crnaja är en mosaik av jordbruksmark och naturlig växtlighet.